# Márton László (harcművész)
Márton László (Kaposvár, 1964. október 29. – 2024. december 14. vagy előtte) magyar harcművész.

## Élete
1979-ben kezdett el a harcművészettel, azon belül Sótókan karatéval foglalkozni.
1981-ben már előbb kick-boxal (korábbi nevén all-style sportkarate) foglalkozott, majd a kungfu felé fordult.
1982. augusztus 21-én leteszi a sikeres vizsgát tesz Lung Tao kungfustílusból Si Dai fokozatra.
1983 nyarán leteszi a Si Hing fokozatra a vizsgát.
1984-ben szerezte meg a karateedzői diplomát a kaposvári Tanítóképző Főiskolán indult kurzuson. 1985-ben alapította meg a Hong Lung Ch'uan Tao harcművészeti stílust miután megszerezte mester fokozatát. A küzdelemhez és az önvédelemhez fontos elemeket épített a rendszerbe.
1986-ban már az ország több pontján alakultak klubok, folyt stílusának oktatása, mellyel az évek során több televíziós műsorban is szerepelt. Az 1993-as I. magyar kungfubajnokságon Budapesten nyolc tanítványával képviselte a stílust, akik 1 bronz, 2 ezüst és 2 KO-val megszerzett első helyezést értek el. Tanítványai több harcművészeti versenyen értek el eredményes helyezéseket, világbajnoki címeket is, formagyakorlatoktól a full contact küzdelmekig.
1988-ban jelent meg Plavecz Tamás szerzőtársával Az Önvédelem Művészete című, 2005-ben pedig második A Hong Lung Ch'uan Tao – Önvédelem Művészete II. című könyve, mely utóbbit Pataki Ferenccel írt meg.
Az önvédelem művészete III. címmel, harminc évvel első könyvének, “Az önvédelem művészete”-nek kiadása után, 2017. december 17-én került ki a nyomdából a stílus legújabb könyve. A könyvben olyan rendszereket is megismertet, amelyek kevésbé ismertek hazánkban. Ilyen például a krav maga és a savate, amelyet már az 1700-as években is űztek Franciaországban. Előbbi egy izraeli önvédelmi rendszer, amelyet a Budapesten született Lichtenfeld Imre talált ki.
1991-ben Jiu Jitsu-ból megkapta a 3. Dan fokozatot. 2017 decemberében a Világszövetségbe került, ahol megkapta a 8. Dan fokozatot Chuan Fa Ryu-ból.

## Könyvei
- Az önvédelem művészete (Márton László, Plavecz Tamás – 1988)[8]
- Az önvédelem művészete II. – A Hong Lung Ch'uan Tao (Pataki Ferenc, Márton László – 2005)[7]
- Az önvédelem művészete III. 2017. december 17-én került kiadásra. Szerzőpáros: Si Jo Márton László és Si Fu Csuz Gábor.